# (2997) Cabrera
(2997) Cabrera es un asteroide perteneciente al cinturón de asteroides, descubierto el 17 de junio de 1974 por el equipo del Observatorio Félix Aguilar desde el Complejo Astronómico El Leoncito, San Juan, Argentina.

## Designación y nombre
Designado provisionalmente como 1974 MJ. Fue nombrado Cabrera en honor al astrónomo argentino Laurentino Ascencio Cabrera.